# テレビスポーツ教室
『テレビスポーツ教室』（テレビスポーツきょうしつ）は、日本放送協会（NHK）のスポーツ指導番組。

## 概要
毎回あるスポーツ競技を1種目ずつ取り上げて、その競技のルールから技術、実践までを専門の選手やコーチの解説、実技を交えて判りやすく伝えており、実際の競技者はもとより観戦する人にも楽しめるようになっている。
1961年4月8日放送開始。放送を始めたきっかけはアマチュアスポーツへの関心を高め、1964年の東京オリンピック選手強化に寄与する目的にあった。
1977年2月よりカラー放送開始。1980年代前半までは、草野仁らスポーツ中継を担当するアナウンサーが司会を務めた。
通常、高校や大学及び企業（社会人）などで収録するが、年度末の3月には小学校で2週間分を収録している。なお2014年夏期は『夏休み特別講座』として、小学校で収録を行った。
2009年度からはステレオ放送・ハイビジョン放送を開始した。2012年度からは今野浩喜（キングオブコメディ）がナレーションを担当するほか、女性アシスタント（司会）（局アナウンサー、フリーアナウンサー）1名が就く。2016年度から不定期だが、男性アシスタント（司会）として、竹内寿（俳優）も出演している。
公共図書向けにVHSソフトやDVDも発売される等、小学生はもとより幅広い年代層では数少ないスポーツ指導番組として定着したが、2014年10月に開始した『はりきり体育ノ介』（小学生向け）や2015年4月に開始した『趣味どきっ!』内でスポーツを取り上げることが多くなり低迷、2017年4月2日をもって56年の放送に終止符を打った。

## 出演者

### 講師
- 赤井英和（アマチュアボクシング、2014年2月2日ほか）
- 浅野祥代（ホッケー、2013年7月28日）
- 五十嵐圭（バスケットボール、2013年11月10日）
- 遠藤勇樹（ダンス、2014年3月2日）
- 小椋久美子（バドミントン、2013年9月29日・10月6日）
- 小原日登美（レスリング、2013年9月22日）※ゲスト
- 金子忠仙（スノーボード ハーフパイプ、2014年1月26日）
- 金村萌絵（カーリング、2014年1月19日）
- 小久保裕紀（野球、2013年9月1日・9月8日）
- 権田修一（サッカー、2014年4月6日）
- SAM（ダンス、2014年2月23日）
- 杉山愛（テニス、2013年10月20日・10月27日）
- 中川未由希（ホッケー、2013年7月28日）
- 藤川健治（レスリング、2013年9月22日）
- 藤田俊哉（サッカー、2013年6月16日・6月23日）
- 本田武史（フィギュアスケート、2013年12月8日・12月22日、2014年2月16日）
- 松下浩二（卓球、2013年7月7日・7月14日）
- 宮下純一（夏休み特別講座（3）水泳、2013年8月25日）
- 森末慎二（夏休み特別講座（1）逆上がり・（2）跳び箱・マット、2013年7月21日・8月4日）
- 山本由佳理（ホッケー、2013年7月28日）
- 米満達弘（レスリング、2013年9月22日）※ゲスト
- 海野幸（チアリーディング、2014年5月4日）
- 佐藤弘道（倒立・組体操、2014年5月11日）
- 高橋博（自転車・マウンテンバイク、BMX、2005年10月18日、2006年9月9日、2009年5月24日、2010年9月26日）

### アシスタント
2012年度
- 新井恵理那（2012年4月8日・同7月8日[注 1]、バドミントン、同7月29日[注 2][注 3]、アーチェリー）
- 長野静（2012年4月22日、レスリング[注 4][注 5]、同6月24日、ウエイトリフティング、同10月14日・同12月2日、バレーボール）
- 牛田茉友（NHK京都アナウンサー）（2012年5月6日[注 6][注 7]・同7月15日[注 8]、卓球）
- 伊藤友里（2012年5月20日・同7月22日、アマチュアボクシング[注 9]、同9月23日、フラッグフットボール[注 10]、同11月11日、女子サッカー[注 11]）
- 小野寺結衣（2012年6月10日、トランポリン）
- 長久梨那（2012年12月16日[注 12][注 13]、女子ホッケー）
- 香屋ルリコ（2013年1月20日、スノーボード・ハーフパイプ、同2月3日、2月17日、フィギュアスケート）

2013年度
- 伊藤友里（2013年4月7日、ヒップホップダンス、同4月14日・同4月21日、運動会（徒競走、リレー）、同5月5日、バスケットボール、同9月1日・9月8日、野球）
- 香屋ルリコ（2013年5月12日、ドッジボール、同6月16日・同6月23日、男子サッカー、同7月21日、鉄棒（逆上がり）、同8月4日、跳び箱・マット運動）
- 真凛（2013年8月25日、水泳）

2014年度
- 真凛（2014年5月11日、組・体操）

2016年度
- 真凛
- 伊藤友里
- 山根千佳
- 香屋ルリコ
- 竹内寿

## 放送時間の変遷
1961年度はNHK総合テレビで、1962年度以降はNHK教育テレビで放送された（出典：）。
| 期間                  | 本放送時間                  | 再放送時間                  |
| --------------------- | --------------------------- | --------------------------- |
| 1961年4月 - 1962年3月 | 土曜日13:00 - 14:00（60分） | なし                        |
| 1962年4月 - 1963年3月 | 日曜日12:30 - 13:30（60分） | なし                        |
| 1963年4月 - 1964年3月 | 日曜日13:00 - 14:00（60分） | なし                        |
| 1964年4月 - 1966年3月 | 日曜日09:00 - 10:00（60分） | なし                        |
| 1966年4月 - 1967年3月 | 日曜日09:00 - 10:00（60分） | 土曜日13:00 - 14:00（60分） |
| 1967年4月 - 1970年3月 | 日曜日09:00 - 10:00（60分） | 土曜日17:00 - 18:00（60分） |
| 1970年4月 - 1971年3月 | 日曜日09:00 - 10:00（60分） | 土曜日16:00 - 17:00（60分） |
| 1971年4月 - 1972年3月 | 日曜日09:00 - 10:00（60分） | 日曜日16:30 - 17:30（60分） |
| 1972年4月 - 1973年3月 | 日曜日09:00 - 10:00（60分） | 土曜日14:00 - 15:00（60分） |
| 1973年4月 - 1975年3月 | 日曜日09:30 - 10:30（60分） | 土曜日18:00 - 19:00（60分） |
| 1975年4月 - 1976年3月 | 土曜日18:00 - 19:00（60分） | なし                        |
| 1976年4月 - 1982年3月 | 土曜日18:00 - 19:00（60分） | 日曜日09:00 - 10:00（60分） |
| 1982年4月 - 1984年3月 | 日曜日10:00 - 11:00（60分） | 土曜日17:00 - 18:00（60分） |
| 1984年4月 - 1985年3月 | 土曜日12:30 - 13:30（60分） | 日曜日16:00 - 17:00（60分） |
| 1985年4月 - 1989年3月 | 土曜日12:30 - 13:30（60分） | 日曜日15:00 - 16:00（60分） |
| 1989年4月 - 1991年3月 | 土曜日17:30 - 18:00（30分） | 日曜日16:00 - 16:30（30分） |
| 1991年4月 - 1992年3月 | 土曜日17:30 - 18:00（30分） | 本放送に内包                |
| 1992年4月 - 1994年3月 | 土曜日16:30 - 17:00（30分） | 本放送に内包                |
| 1994年4月 - 1995年3月 | 土曜日16:35 - 17:05（30分） | 本放送に内包                |
| 1995年4月 - 1999年3月 | 土曜日16:30 - 17:00（30分） | 本放送に内包                |
| 1999年4月 - 2001年3月 | 土曜日11:00 - 11:30（30分） | 本放送に内包                |
| 2001年4月 - 2002年3月 | 土曜日11:15 - 11:45（30分） | 本放送に内包                |
| 2002年4月 - 2004年3月 | 土曜日12:00 - 12:30（30分） | 本放送に内包                |
| 2004年4月 - 2005年3月 | 土曜日12:30 - 13:00（30分） | 本放送に内包                |
| 2005年4月 - 2009年3月 | 土曜日12:00 - 12:30（30分） | 本放送に内包                |
| 2009年4月 - 2012年3月 | 日曜日14:30 - 15:00（30分） | 本放送に内包                |
| 2012年4月 - 2013年3月 | 日曜日14:25 - 14:55（30分） | 本放送に内包                |
| 2013年4月 - 2017年4月 | 日曜日14:30 - 15:00（30分） | 本放送に内包                |

## メディア媒体
VHSソフトは当時のNHK情報ネットワークと学校図書から「NHKスポーツビデオ」ブランドとして発売、DVDはNHKエンタープライズから発売。